# باقر الهندي
السيّد باقر بن محمّد بن هاشم الهندي النجفي (27 نوفمبر 1867 - 1 يناير 1911) شاعر عراقي. ولد في النجف ونشأ بها. ينتمي إلى أسرة هاشمية شيعة اثنا عشرية ينتهي نسبه إلى علي الهادي. وقرأ مقدمات العلوم على والده، ثم حضر الفقه والأصول على محمد حسن الشيرازي ومحمد طه نجف، فصار بعد ذلك من العلماء الجعفرية. اشتهر في الأدب ونظم الشعر في الفصحى والعامية وكان أكثر شعره في أهل البيت. توفي في النجف بمرض ذات الجنب ودفن بها. طبع بعد وفاته سنة 1942 دين الفطرة وله ديوان. شقيقه هو رضا الهندي. 

## سيرته
ولد باقر بن محمد بن هاشم الهندي النجفي ووالدته بنت الشيخ طالب البلاغي في 1 شعبان 1284 هـ/ 27 نوفمبر 1867 م في النجف ونشأ بها على أبيه فبقي معه حتی 1298 هـ حيث سافر والده إلى سامراء لاستكمال دراسته عند محمد حسن الشيرازي فكان مصاحباً له واستمر بها مع أبيه حتی رجع إلى النجف سنة 1311 هـ فرجع معه. وتلمذ على محمد طه نجف وجملة من علماء عصره منهم في الأصول على إبراهيم المحلاتي في سامراء. مال إلى الأدب وله شعر كثير في اللغة الفصحى والعامية. ذكره السماوي في الطليعة «...ذكياً حسن المعاشرة مع طبقات الناس، لطيف المحاضرة عاشرته فرأيته رجلاً لا يمل جليسه وسافرت معه فأبصرت منه أحوذياً، وكان لا يكاد يذكر له شيء من المعارف الا وبانت به معرفة ولا تكاد تذكر صناعة إلا له فيها فكر.»

توفي باقر الهندي في النجف بمرض ذات الجنب قبل طلوع الشمس من يوم الثلاثاء أول محرم 1329 هـ عن عمر يناهز 45 عاماً ودفن مع أبيه في دارهم التي في محلة الحويش.

## مؤلفاته
- دين الفطرة: طبع بعد وفاته سنة 1942.
- ديوان شعره

## من شعره
كتبت أبياته على الواجهة الخارجية للباب الشرقي للعتبة العلوية على بلاطات من القاشاني تعود إلى السلطان عبد الحميد الثاني وذلك عام 1327 هـ / 1909 م: